# Lowlands 2019
Lowlands 2019 was de 27e editie van het Nederlandse muziek- en cultuurfestival Lowlands, voluit A Campingflight to Lowlands Paradise.

## Geschiedenis

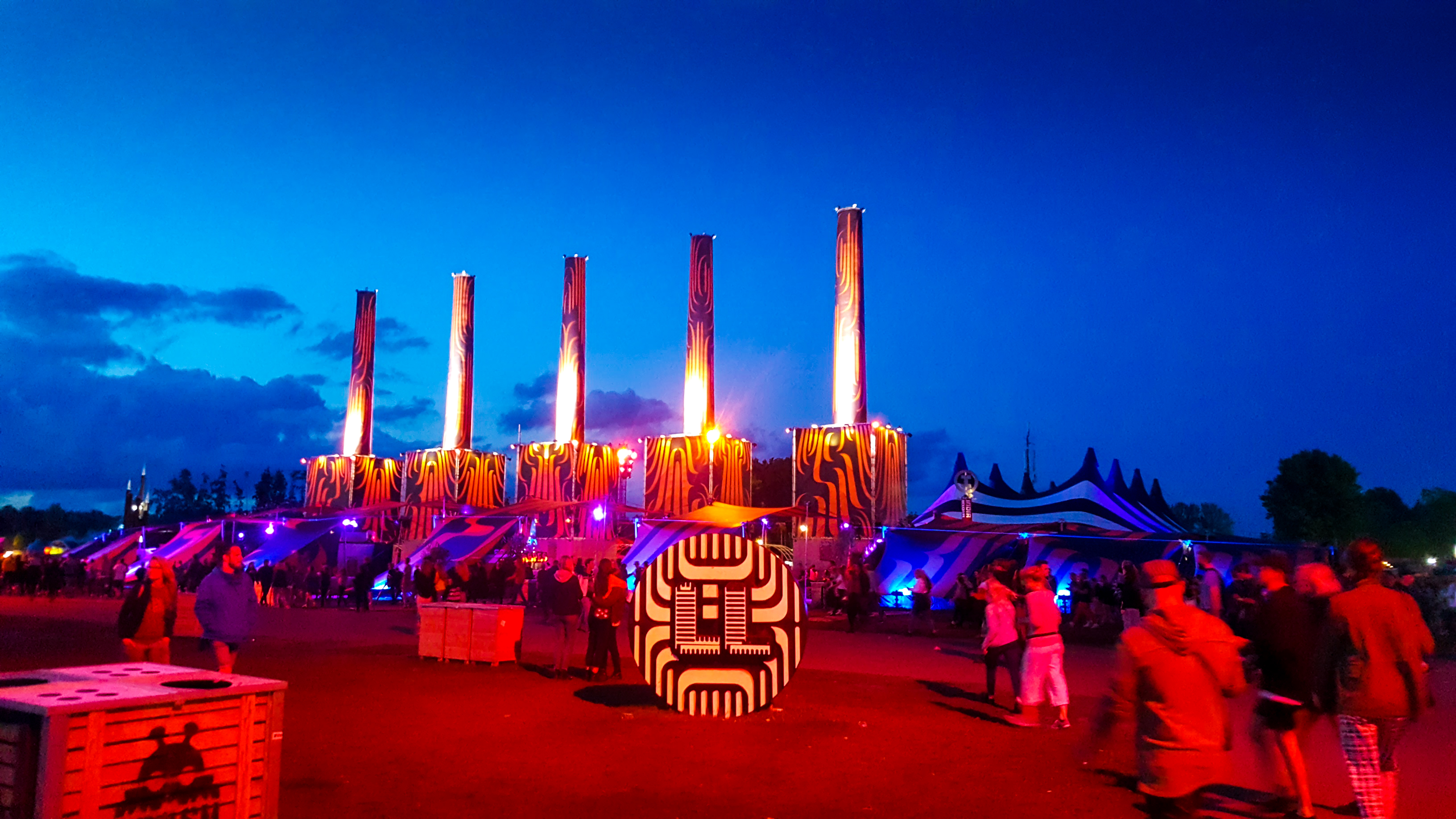
Gebied Cape Lowlands dat 24 uur per dag toegankelijk was tijdens het festivalweekend

Lowlands 2019 vond plaats op 16, 17 en 18 augustus in Biddinghuizen. Het was de 27e editie van dit festival. De eerste optredende artiesten, waaronder Tame Impala, New Order, The National en Twenty One Pilots, werden op 30 januari 2019 bekendgemaakt. The Prodigy zou ook optreden, maar dat optreden werd afgelast na het overlijden van zanger Keith Flint.
De voorverkoop startte op 2 februari, en op 1 maart meldde de organisatie dat het festival was uitverkocht.

## Artiesten

### Muziek
| - A$AP Rocky - Agoria - Anderson .Paak - Anne-Marie - Antal - Ares - Bamba Pana & Makaveli - Bear's Den - Billie Eilish - Bjarki - Black Midi - Bodega - Boy Pablo - Camo & Krooked - The Chats - Code Orange - Colin Benders - Courtesy - Denis Sulta - Dermot Kennedy - Dimension - DJ Bus Replacement Service - DJ Marcelle - Donnie - Dub Inc - Eskorzo - FKJ - Flohio - Frank Turner & The Sleeping Souls - Franz Ferdinand - Giorgio Moroder - Girl in Red - The Good, The Bad & The Queen - The Growlers | - Helena Hauff - Honey Dijon - Hunee - I Don't Know How But They Found Me - Identified Patient - Idles - James Blake - Jarreau Vandal - Joep Beving - Johnny Marr - Jon Hopkins - Jorja Smith - Juice Wrld - Julia Jacklin - Jungle - Jungle by Night - KI/KI - Legowelt (Gladio) - Loyle Carner - mad miran - Mall Grab - Marc Rebillet - Marcel Dettmann - Matrixxman - Matteo Myderwyk - Modeselektor - Moonlight Benjamin - Morgane Ji - My Baby - The National - Neuromonakh Feofan - New Order - The Opposites | - Parcels - Paul Kalkbrenner - Pond - PUP - RIMON - Rolando Bruno & El Grupo Arevalo - Ronnie Flex & Deuxperience - Ross from Friends - Royal Blood - Sango - Sea Girls - SG Lewis - Sir Reg - Slaves - De Sluwe Vos - The Streets - Tame Impala - Tamino - This is LOVSKI - Thomas Azier - Tim Knol & The Blue Grass Boogiemen - Tirzah - Tommy Genesis - Twenty One Pilots - Two Feet - The Vaccines - Upsammy - Weval - Whitney - Willem - Yang Yang - YĪN YĪN - Ziggy Marley - Zwangere Guy |

### Comedy
- Comedytrain
- Erik van Muiswinkel
- Hans en Steven Kazàn
- Kasper van der Laan
- Matroesjka
- Micha Wertheim
- Peter Pannekoek
- Ronald Snijders
- Sanne Wallis de Vries

### Andere gasten
- Conny Janssen Danst
- Dimitri Verhulst
- Erik Scherder
- Fidan Ekiz
- Leon Verdonschot
- Lévi Weemoedt
- Mark Rutte
- Nasrdin Dchar
- Niña Weijers
- Özcan Akyol
- Pepijn Lanen
- Rob van Essen
- Ronald A. Westerhuis
- Scapino Ballet & Michiel Borstlap
- Thomas Olde Heuvelt
- Tom Claassen
- Toneelgroep Oostpool
- Wierd Duk
- Willem de Bruin